# مطار باتشيللا
مطار باتشيللا هو مطار محلي يقع في باتشيللا في ولاية جونقلي بمنطقة أعالي النيل في دولة جنوب السودان.